# 8904 Yoshihara
A 8904 Yoshihara (ideiglenes jelöléssel 1995 VY) a Naprendszer kisbolygóövében található aszteroida. Kobajasi Takao fedezte fel 1995. november 15-én.